# Погані хлопці 2
«Погані хлопці 2»  (англ. Bad Boys II) — американський комедійний бойовик 2003 року, знятий режисером Майклом Беєм.

## Сюжет
Детективи відділу боротьби з незаконним обігом наркотиків Майк Ловрі і Маркус Бернетт отримують завдання розслідувати схему доставки нового наркотику в Маямі. Це розслідування виводить їх на хитру змову, сплетену місцевими наркобаронами з метою взяти під контроль всю торгівлю наркотиками в місті. За чистої випадковості про ці амбітні плани дізнаються і інші гравці нелегального ринку, в результаті чого спалахує справжня війна. Попри це, Майку і Маркусу вдається успішно справлятися з натиском наркомафії і саджати дилерів за ґрати. Але ситуація починає виходити з-під контролю, коли Майк не на жарт захоплюється сестрою Маркуса, Сідні. Торжество закону висить на волоску — адже замість виконання спецзавданням детективи починають з'ясовувати стосунки між собою…

## У ролях
| Актор                    | Роль                                  |
| ------------------------ | ------------------------------------- |
| Вілл Сміт                | детектив Майк Ловрі                   |
| Мартін Ловренс           | детектив Маркус Бернетт               |
| Гебріел Юніон            | Сід                                   |
| Жорді Молья              | Гектор Хуан Карлос «Джонні» Тапіа     |
| Петер Стормаре           | Олексій                               |
| Тереза Рендл             | Тереза                                |
| Джо Пантоліано           | капітан Говард                        |
| Майкл Шеннон             | Флойд Потет                           |
| Джон Седа                | Роберто                               |
| Юл Васкес                | детектив Матео Рейес                  |
| Олег Тактаров            | Джозеф                                |
| Отто Санчес              | Карлос                                |
| Генрі Роллінз            | командир                              |
| Джейсон Мануель Олазабал | детектив Марко Варгас                 |
| Гері Ніккенс             | Фануті                                |
| Рей Ернандес             | Занк                                  |
| Чарлі Джонсон молодший   | Локман                                |
| Пол Віллаверде           | Декстер                               |
| Ентоні Короне            | Тоні Додд                             |
| Джон Селлі               | Флетчер                               |
| Денніс Грін              | Реджі                                 |
| Меган Фокс               | дівчина в бікіні кольорів прапора США |
| Майкл Бей                | водій автомобіля                      |